# يفجيني كوروليف

## روابط إضافية
- يفجيني كوروليف على موقع رابطة محترفي التنس (الإنجليزية)
- يفجيني كوروليف على موقع الاتحاد الدولي لكرة المضرب (الإنجليزية)
- يفجيني كوروليف على موقع كأس ديفيز (الإنجليزية)
- يفجيني كوروليف على موقع خلاصة التنس.كوم (الإنجليزية)
- يفجيني كوروليف على موقع إي إس بي إن.كوم (الإنجليزية)
- Korolev Recent Match Results
- Korolev World Ranking History
- Official website
- Evgeny Korolev's Blog